# Eriba-Adad I.
Eriba-Adad I.  (akadsko  mSU-dIM ali mSU-d10, (bog) Adad je  nadomestil) je bil od leta 1392 pr. n. št. do 1366 pr. n. št. kralj Asirije.
Mjegov oče je bil asirski kralj Ašur-bel-nišešu. Sorodnost z njim je potrjena  na napisih na opeki, seznamih kraljev in glinastih tablicah.  čeprav se na enem samem seznamu kraljev kot njegov oče navaja Ašur-raim-nišešu.  Ta podatek je verjetno napačen.  Eriba-Adad I.  je na asirskem prestolu nasledil svojega nečaka Ašur-nadin-aho  II., njega pa sin, prominentni kralj Ašur-ubalit I. Po Seznamu asirskih kraljev je bil 72. asirski vladar in je vladal 27 let. Njegovo vladavino se na splošno šteje za začetek srednjeasirskega obdobja.

## Življenjepis
Okoliščine njegovega prihoda na prestol  niso znane, čeprav so bili vsi prenosi oblasti s strica na nečaka v asirski zgodovin  krvavi dogodki. Sam sebe je imenoval »Enlilov regent«, kar je pred njim storil samo Šamši-Adad I. Na njegovem neobjavljenem pečatu je upodobljena  heraldična skupina dveh krilatih grifonov-demonov ob majhnem drevesu, ki podpirata krilati sončni disk,  nad njima pa je dvoglavi grifon-demon, ki ju s kremplji drži za krila. Slog  se radialno razlikuje od prejšnjega in je postal zgled za kasnejšo asirsko gliptiko. Pečat so odkrili predvsem na srednjeasirskih pogodbenih tablicah.
Začetek njegovega vladanja je verjetno zasenčilo močno Mitansko cesarstvo. Kmalu zatem se je Mitansko kraljestvo zapletlo v dinastično bitko med Tušratto in njegovim bratom Artatamo  II. Za Artatamom je prišel na mitanski prestol njegov sin Šuttarna III., ki je iskal podporo Asircev. Na mitanskem dvoru se je pojavila proasirska frakcija, ki je Asiriji omogočila, da dokončno premaga vpliv Mitanija na Asirijo in se sama začne vmešavati v mitanske zadeve. Eriba-Adadov sin in naslednik Ašur-ubalit I. je to v celoti izkoristil in uničil Mitansko cesarstvo. 
Iz tega obdobja je znanih več limmujskih uradnikov, plemičev, iz katerih se je razvil asirski sistem eponimskega datiranja. Njihova imena iz tega obdobja se pojavljajo predvsem na komercialnih zapisih. Iz Eriba-Adadovega obdobja jih je relativno malo v primerjavi z zapisi iz obdobja njegovih naslednikov. Eden od uradnikov bi lahko bil Ašur-muttakil, guverner trdnjave Kabra, ki je položaj nasledil od svojega očeta Ašur-dajana in ga predal svojemu sinu. Stela Eriba-Adada I. je ena od najstarejših stel v dveh vrstah kamnitih spomenikov, ki so jih odkrili v Ašurju.
Kasnejši asirski kralj Ninurta-apal-Ekur (vladal 1182-1179 pr. n. št.), sin Ili-pada, je v svojih napisih trdil, da je potomec Eriba-Adada I.